# Kapelle Schwarze Madonna

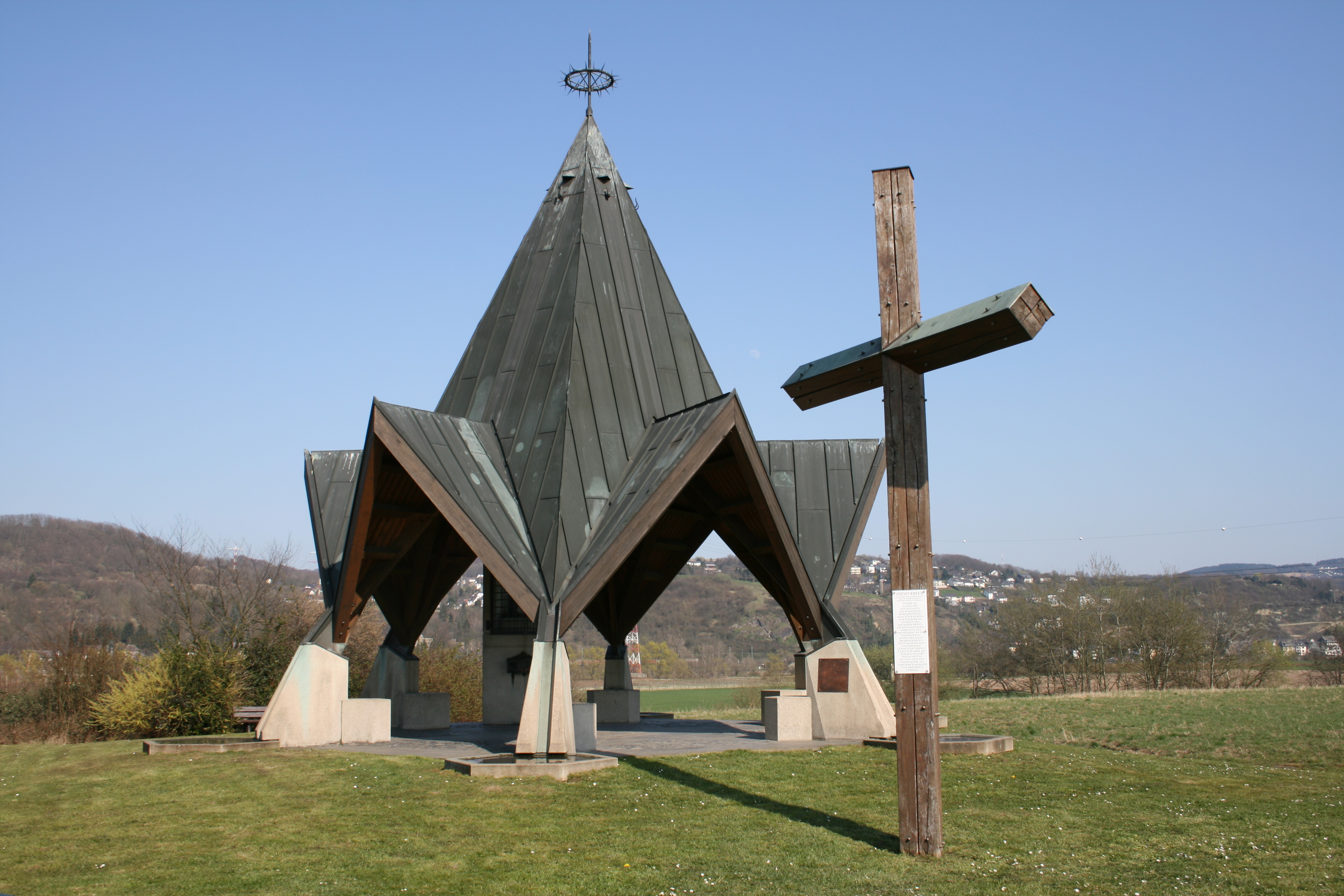
Die Kapelle Schwarze Madonna in Remagen

Die Kapelle Schwarze Madonna befindet sich in Remagen am Rheinufer südlich der Innenstadt. Laut Angabe von Hans Peter Kürten sei es die bis heute einzige Kapelle in Deutschland, die an ein Kriegsgefangenenlager erinnert. Der Jahrestag der Einweihung der Kapelle wird seit 2009 jährlich von Neonazis zu Aufmärschen genutzt.

## Geschichte
In Erinnerung an das Lager für deutsche Kriegsgefangene „Goldene Meile“, das die Amerikaner nach dem Rheinübergang im April 1945 in Remagen anlegten, baute der damalige Bürgermeister Hans Peter Kürten, der Gründer des Friedensmuseums Remagen, aus Spendengeldern (320.000 DM) an der Straße zwischen Remagen und dem Stadtteil Kripp, mitten in dem ehemaligen Lagerareal die Kapelle „Schwarze Madonna“. An der Grundsteinlegung am 22. Juni 1985 nahmen mehr als 1200 ehemalige Gefangene teil. Die feierliche Einweihung fand am 9. Oktober 1987 statt. In der Kapelle steht in einer Stele die „Schwarze Madonna“, die der Kriegsgefangene Professor Adolf Wamper (1901–1977) in der Lagerzeit aus dem Lehm der Goldenen Meile, wie man diesen Bereich nennt, geformt hat.
In dem Lager hielten die Amerikaner über 250.000 deutsche Gefangene fest. Historiker schätzen, dass zwischen 1000 und 1200 von ihnen im Lager durch Krankheit starben. Viele von ihnen wurden auf einem Soldatenfriedhof in der damals zu Remagen gehörenden Gemeinde Bodendorf (heute Bad Bodendorf) beerdigt. Die Kapelle soll mit ihren eingebrachten Texten daran erinnern. Das als Inschrift in der Kapelle eingebrachte Motiv der Mahnung für die Zukunft lautet:

„Frühere Fehler dürfen nicht wiederholt werden. Vergeltung ist keine Liebe und Haß kein Boden, auf dem Frieden gedeihen kann.“

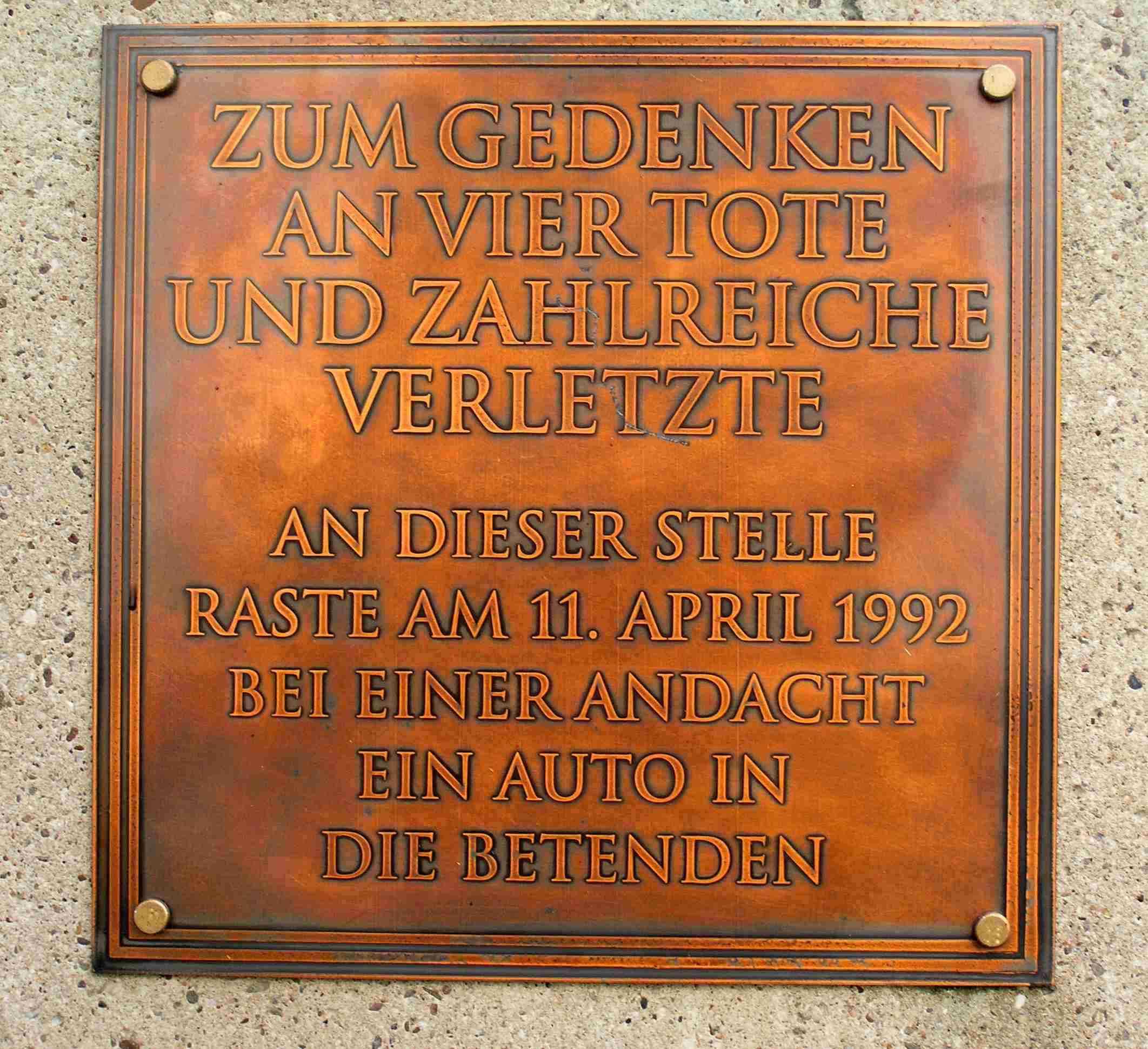
Am Unfallort erinnert eine Gedenktafel an die Geschehnisse von 1992

Am 11. April 1992 raste ein 22-jähriger Fahrer in eine Gruppe von ca. 80 Menschen, die zum Auftakt der Karwoche nach einer Bittprozession an der Kapelle beteten. Bei dem Unfall kamen vier Menschen ums Leben, weitere 13 Personen wurden schwer verletzt. Der flüchtige Fahrer stellte sich später der Polizei und wurde zu drei Jahren Haft verurteilt – der Alkoholwert wurde mit 2,5 Promille festgestellt.

## Gedenken
Der Lokale Aktionsplan der Stadt Remagen förderte ein Projekt mit dem Titel „Die Schwarze Madonna von Remagen – eine rechte Reliquie?“ mit rund 7000 Euro. Darin wird der Frage nachgegangen, inwieweit der Bildhauer der „Schwarzen Madonna“, Adolf Wamper, aktiver Nazi gewesen war. Vorausgegangen war 2011 ein Antrag im Stadtparlament, welcher die Entfernung der Schwarzen Madonna für die Zeit der rechtsextremen Aufmärsche aus der Kapelle gefordert hatte, aber abgelehnt wurde. Das Ergebnis des Projekts wurde am 20. Oktober 2012 in Remagen vorgestellt. Die Historikerin Bettina Oesl hatte sich mit der Frage beschäftigt und kam zu dem Ergebnis, dass Wamper eindeutig Mitglied der Nationalsozialistischen Deutschen Arbeiterpartei (NSDAP) war und als Künstler für die Nazis gearbeitet habe. Oesl fand dahingegen keine Belege, dass er von den Nazis privilegiert worden sei oder sich durch Verbrechen gegen die Menschlichkeit schuldig gemacht habe. Bei einem Entnazifizierungsverfahren nach dem Krieg wurde er in die Kategorie V eingestuft und galt damit als „Entlasteter“.

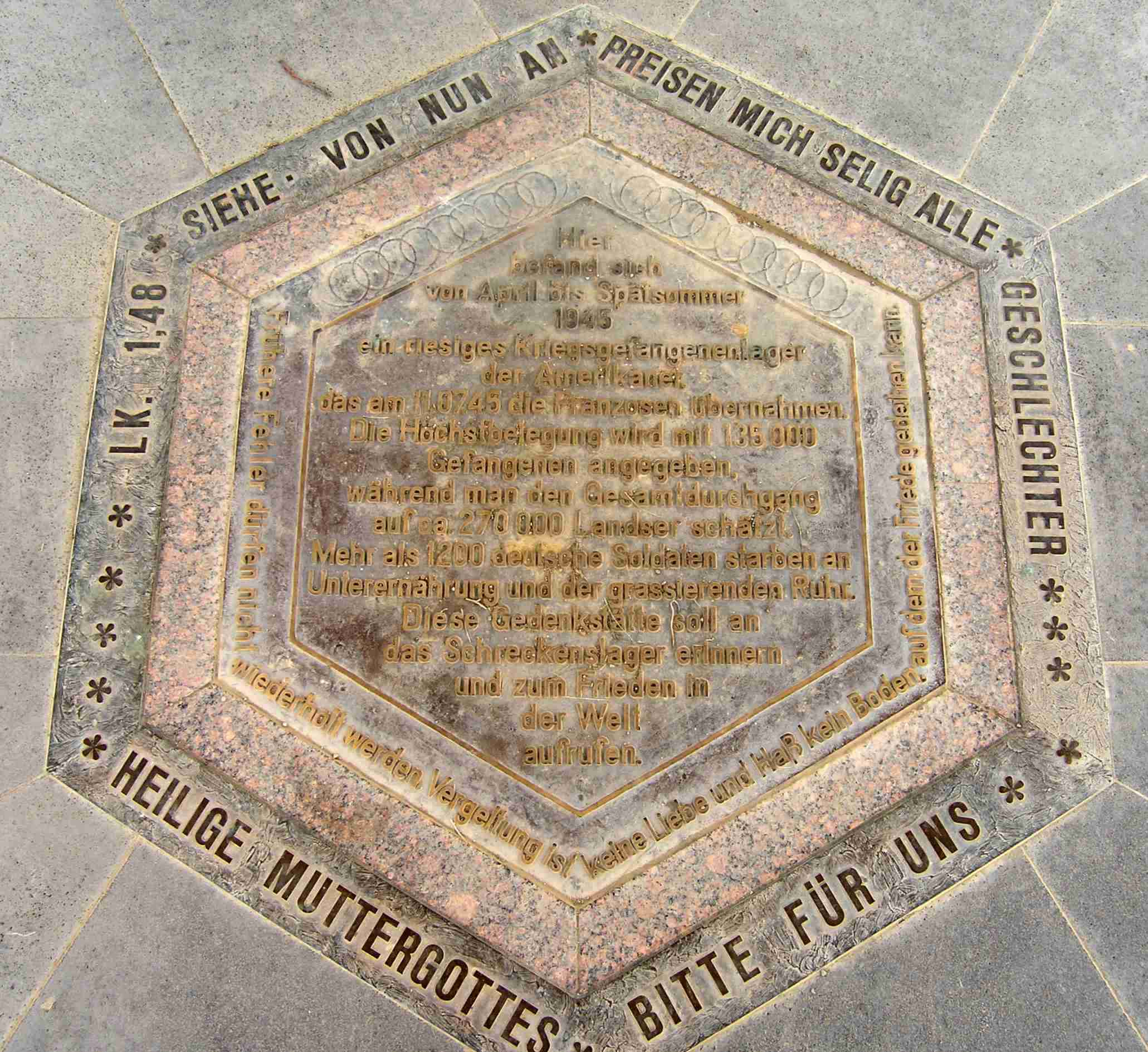
Die im Boden der Kapelle eingelassene Inschrift der Gedenktafel

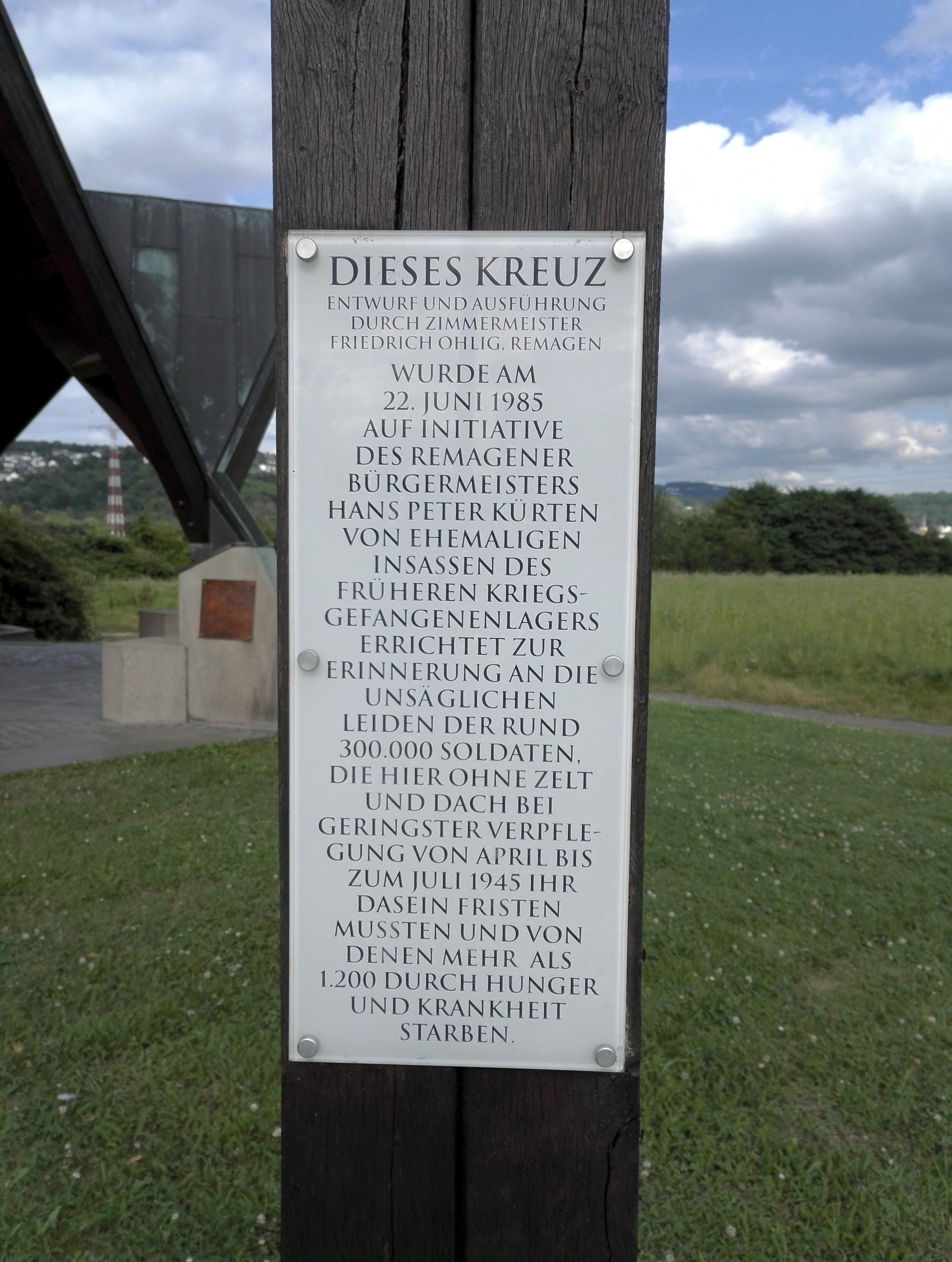
Die am Kreuz angebrachte Texttafel

Neonazis aus dem Umfeld des Aktionsbüros Mittelrhein nutzen die Kapelle als Ziel eines jährlichen Aufmarsches und von Kranzniederlegungen. 2009 waren rund 200 Neonazis angereist. Dies war Auslöser für die Gründung des „Bündnisses Remagen für Frieden und Demokratie“ im Jahr 2010. Dieses mobilisiert jährlich zu Gegenveranstaltungen. Nachdem der Versuch der Stadt 2010, eine erneute Neonazikundgebung zu verbieten, gerichtlich aufgehoben wurde, blieb die Teilnehmerzahl, welche die Veranstaltungen des Gegenbündnisses besuchte, im Jahr 2010 noch hinter den Zahlen der 270 angereisten Neonazis zurück.
2011 gab es eine massive Polizeipräsenz. Angereist waren diesmal rund 200 Neonazis zu dem durch Christian Malcoci angemeldeten Aufmarsch. Die Zahl der Gegendemonstranten hatte im Gegensatz zum Vorjahr deutlich zugenommen.
Nachdem 2012 Anklage gegen die beteiligten Personen des „Aktionsbüros Mittelrhein“ wegen Gründung einer terroristischen Vereinigung erhoben wurde, fiel im Jahr 2012 die Teilnahme auf beiden Seiten geringer aus. Gegendemonstranten hielten kurz vor Beginn des rechten Aufmarschs in der Kapelle einen Gottesdienst ab. Die Künstlerin Rosmarie Feuser verwirklichte die Installation „99 Plakate auf Holzlatten“ vor der Kapelle, die sich mit Sprüchen gegen den Aufmarsch durch die Neonazis richtete. Nach Polizeiangaben marschierten rund 150 Rechte vom Bahnhof Remagen in einem Demonstrationszug zur Kapelle. Die Installation von Feuser wurde später durch Unbekannte zerstört.
Für ihre Aktion „Mahnmalverhüllung“, mit der das Remagener Bündnis die Kapelle verhüllt hatte, wurde die Initiative 2013 im Rahmen des Wettbewerbs Aktiv für Demokratie und Toleranz vom Bündnis für Demokratie und Toleranz in Rheinland-Pfalz ausgezeichnet.